# Tyler Pasher
Tyler Geoffrey Pasher (ur. 27 kwietnia 1994 w Elmirze) – kanadyjski piłkarz występujący na pozycji skrzydłowego, reprezentant Kanady, od 2023 roku zawodnik amerykańskiego Birmingham Legion.